# Reial Congregació del Venerat Cos de Jesucrist en el Descendiment de la Creu
La Reial Congregació del Venerat Cos de Jesucrist en el Descendiment de la Creu de Tarragona va ser fundada el dia 9 de novembre de 1948 per un grup de fidels catòlics tarragonins, units pel seu fervor religiós i amb la intenció d'assistir als actes quaresmals i de Setmana Santa recuperats després de la Guerra Civil.

## Història
L'entitat, en els seus inicis, agrupava membres de les congregacions marianes i d'Acció Catòlica. Tots ells van creure que la fundació d'una congregació seria un bon lloc d'acollida per tal de manifestar la seva fe. L'any 1949 van participar per primera vegada en la processó del Sant Enterrament. La seu canònica de la Congregació va ser, per designi exprés del Cardenal Benjamin de Arriba i Castro, la parròquia de Sant Pau.
Aquesta inquietud espiritual mostra el fer d'un nombre de persones que molt temps abans del fet puntual al qual generalment atribueixen l'inici de la Congregació (predicacions quaresmals de la Santa Missió) ja sentia la necessitat de crear una nova congregació per exterioritzar els seus sentiments piadosos i vigoritzar la Setmana Santa tarragonina.
Van signar el projecte dels estatuts els senyors Juan Noguera Salort, Tomás Arbeola García, Joaquín Sabaté Pàmies, Emilio Drudis Taugis, José María Pallarés Rebull, José Folch Santos, Antonio Llasera Salamero, Alfonso Ansaldo Cabrera, els quals conjuntament amb els senyors Anselmo Allué de Horna, Enrique Badía Rión, Antonio Artusa Coma i Fernando Hierro Aragonés formaven la Junta Consultiva de socis fundadors, amb les seves funcions perfectament explicitades en el redactat estatutari.
L'any 1949 ja participaren per primera vegada i sense pas a la processó del Sant Enterrament. Aquell mateix any la Congregació va encarregar l'estudi, disseny i pressupost del que hauria de ser el seu pas. No va ser però, fins a l'any 1953 que la Congregació va estrenar el pas del Descendiment, obra de l'Estudi d'art religiós Josep Campanyà, successor de la vídua Reixach de Barcelona, seguint un disseny de Josep M. Bohigas. El pas -aleshores incomplet segons la maqueta i disseny-, el formava una creu de fusta i les imatges del Crist, la Verge Maria, Maria Magdalena i sant Nicodem.
A finals dels anys 70 la Congregació passà per dificultats econòmiques i d'assistència, essent a punt de desaparèixer. Tant és així, que l'any 1980 no pogué escortar el pas i aquest va ser cedit a La Sang. La Sang, va determinar que fos la Germandat de Nostre Pare Jesús de la Passió qui acompanyés el pas del Descendiment, al estar aquesta confraria sense pas des del 1973. Sortosament, la seva vinculació amb el Club Maginet va propiciar el ressorgiment de la Congregació podent tornar a escortar el pas del Descendiment.
L'any 2010, el pas va ser finalitzat amb les tres talles que encara mancaven, obra de l'escultor lleonès, Melchor Gutiérrez. Aquestes eren les de Josep d'Arimatea situat a dalt de l'escala, Sant Joan i Maria Salomé. L'any 2015, concretament el 13 de març, la Congregació va rebre el títol de Reial concedit pel Rei Felip VI.
La Congregació guarda la maqueta del pas i tot el patrimoni de l'entitat a la seva seu, la ja esmentada Església de Sant Pau, on també hi organitzen els seus viacrucis i oficis. Pel que fa al pas es guarda actualment a l'Església de Natzaret de la Plaça del Rei.
La Congregació també organitza juntament amb l'Associació La Salle i la Il·lustre Confraria de Sant Magí Màrtir de Barcelona, el Viacrucis de Dilluns Sant que surt de l'ermita de Sant Magí del Portal del Carro. Actualment la congregació conta amb una banda de tambors que acompanya el pas en els actes processionals.

## Vestuari
Els congregants vesteixen amb vesta negra amb faixa, botons i guants morats, cucurulla negra o gorgera blanca amb cinta morada. També penja del seu coll una cadena amb la medalla amb la forma de l'escut de la congregació.